# Manfred Kutscher
Manfred Kutscher (* 1943) ist ein deutscher Fossiliensammler und Privatpaläontologe mit Sammelschwerpunkt in der Kreide von Rügen (vor allem Stachelhäuter).
Kutscher ist hauptberuflich Chemieingenieur und lebt in Sassnitz. Er gründete 2005 mit Mitteln des Europäischen Fonds für regionale Entwicklung das Kreidemuseum Gummanz auf Rügen.
2008 erhielt er den Friedrich-von-Alberti-Preis und 2000 die Zittel-Medaille.
2017 erhielt Manfred Kutscher die Ehrennadel des Landes Mecklenburg-Vorpommern für besondere Verdienste im Ehrenamt.